# 742 Edisona
742 Edisona

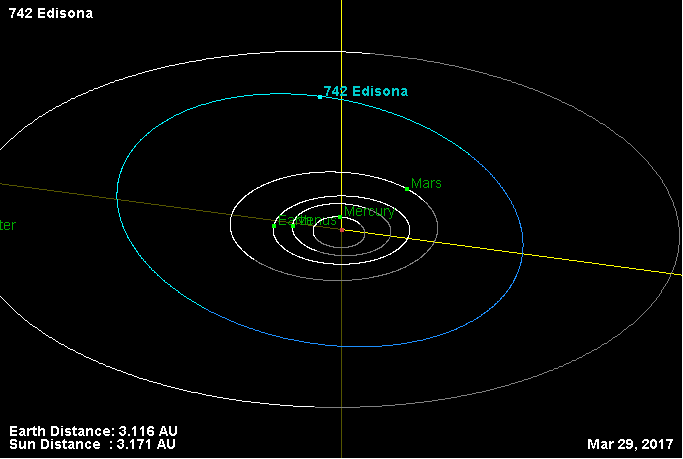
Quỹ đạo của 742 Edisona quanh Mặt Trời

742 Edisona là một tiểu hành tinh ở vành đai chính, thuộc nhóm tiểu hành tinh Eos. Nó được Franz Kaiser phát hiện ngày 23.2.1913 ở Heidelberg, và được đặt theo tên Thomas Edison, nhà phát minh người Mỹ